# Aeolidiella albopunctata
Aeolidiella albopunctata is een slakkensoort uit de familie van de Aeolidiidae. De wetenschappelijke naam van de soort is voor het eerst geldig gepubliceerd in 1992 door Lin.